# Naïskos

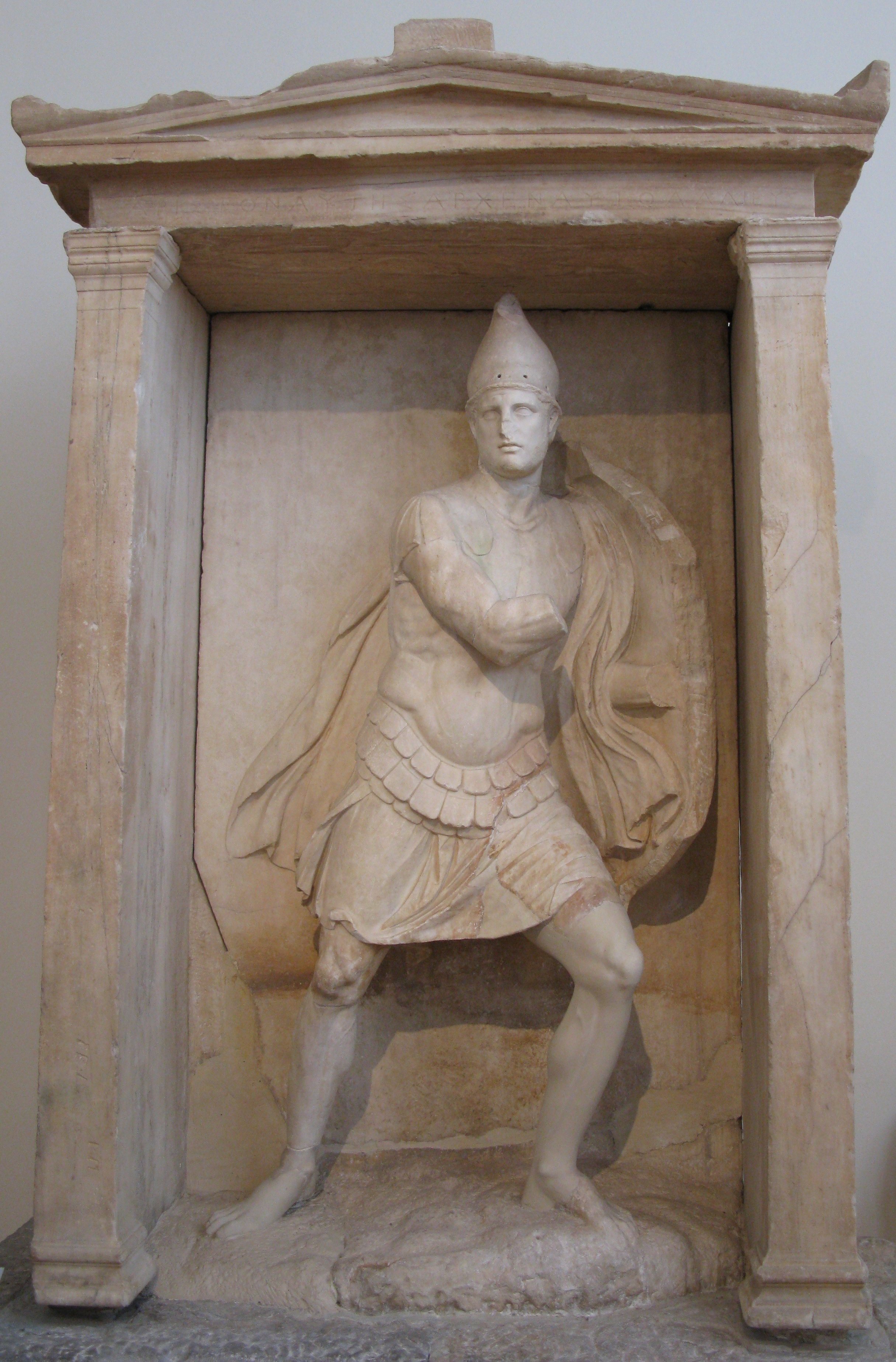
Naïskos funéraire d'un jeune soldat (Aristonautes, fils d'Archenautes du dème d'Halai). Marbre pentélique, h. 2,48 m. découvert au cimetière du céramique à Athènes, vers 350 av. J.-C. (Musée national archéologique d'Athènes).

Un naïskos (pl. naïskoi) (du grec ναΐσκος, diminutif de ναός, signifiant « temple ») est un édicule conçu pour encadrer la statue ou la représentation d'un défunt ou d'une divinité. Il peut s'agir d'une stèle en forme de naïskos ou d'un véritable édifice, souvent miniaturisé, mais parfois de grandes dimensions.

## Contexte funéraire

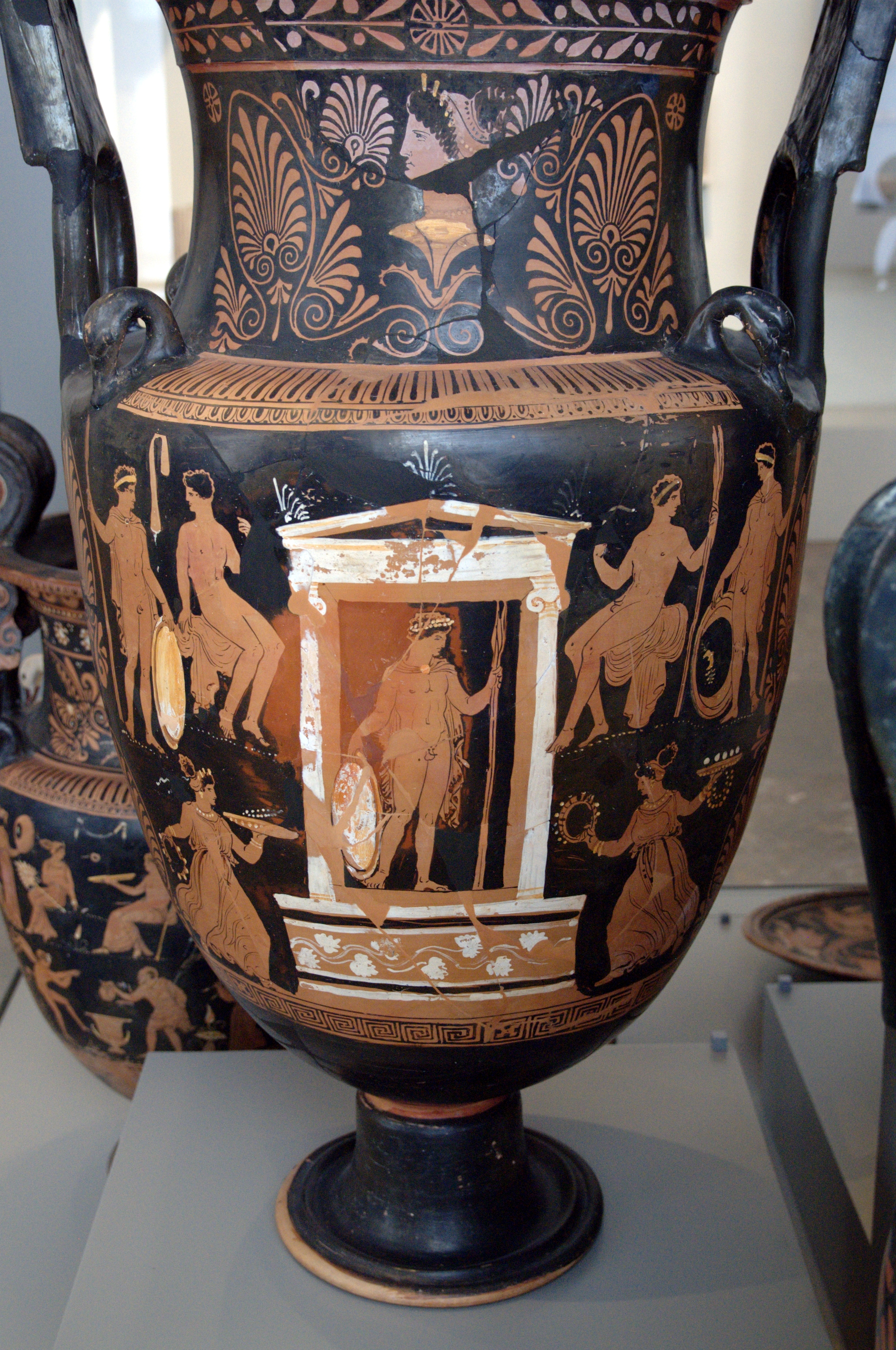
Naïskos. Face B du « cratère des Priamides », cratère à volutes apulien à figures rouges, 340 av. J.-C.

C'est à partir du Ve siècle av. J.-C. qu'on remarque le développement de ce type d’architecture funéraire, qui rencontre un grand succès à l'époque hellénistique. 
Il s'agit d'un type de monument funéraire assez commun au sein des élites grecques, très présent notamment dans les nécropoles grecques d'Attique, mais peu développé dans le reste du monde grec, sauf en Italie du Sud (notamment à Tarente) où il rencontre un grand succès, autant comme modèle architectural que comme motif iconographique.
Le naïskos est généralement installé au-dessus d'une tombe hypogée et encadre une représentation du défunt. Il s’agit parfois de simples stèles, parfois de véritables édicules. Ce marqueur funéraire, souvent utilisé pour des tombes collectives (une famille ou un couple) est révélateur de la richesse et de la catégorie sociale des commanditaires. 
Les naïskoi contribuaient, selon certains, par leur forme, à une héroïsation du défunt, en l'élevant au-dessus de ces ancêtres et des survivants. Celui-ci est souvent représenté dans la nudité héroïque, au repos ou au combat. 
On peut identifier de nombreuses représentations de naïskoi dans la céramique grecque, notamment en Italie du sud, qui s'inspirent largement de monuments réels : ceci témoignerait de la volonté de la population d'accéder à un faste funéraire qu’elle ne peut se permettre et remplace par sa figuration.

### Corpus
Mis à part pour les stèles, il est rare que l'apparence originale des naïskoi soit bien connue, on connaît principalement des fragments d'architecture, ce type d'édifice n'ayant pas été conservé avec attention et s'étant fragilisé avec le temps et l'usure. Les nécropoles de Tarente ont révélé des milliers de fragments. Une large collection de naïskoi peut être admirée au musée du Louvre (Paris) mais aussi au musée d'Athènes (Grèce) ou à l'Altes Museum (Berlin). 

## Contexte religieux

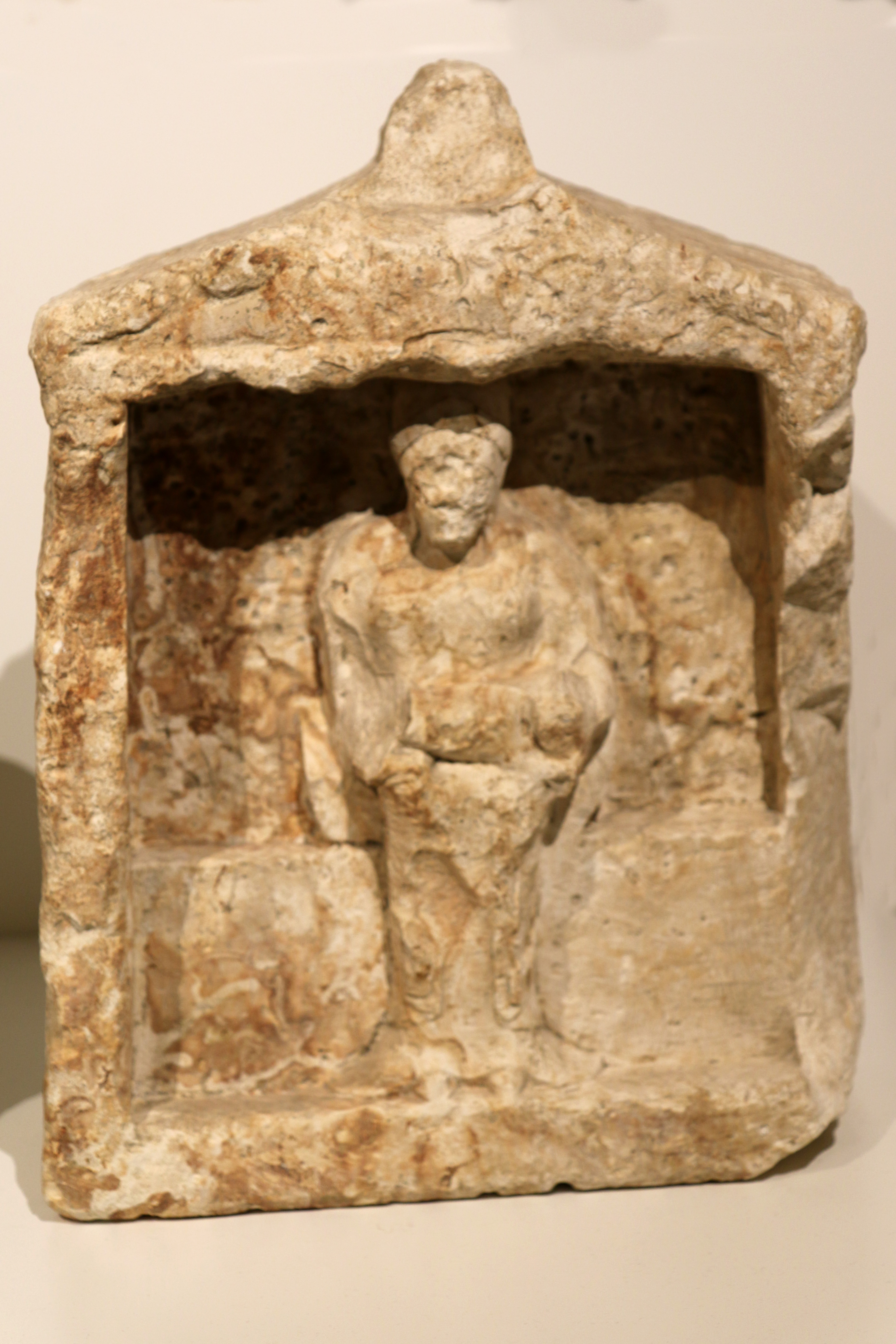
Naïskos votif découvert dans l'ancienne rue Négrel à Marseille.

Certains naïskoi sont des édicules religieux : ils encadrent souvent des divinités féminines assises, telle que la déesse Cybèle, à laquelle un grand nombre de représentations est attribué.